# Smok Heighwaya

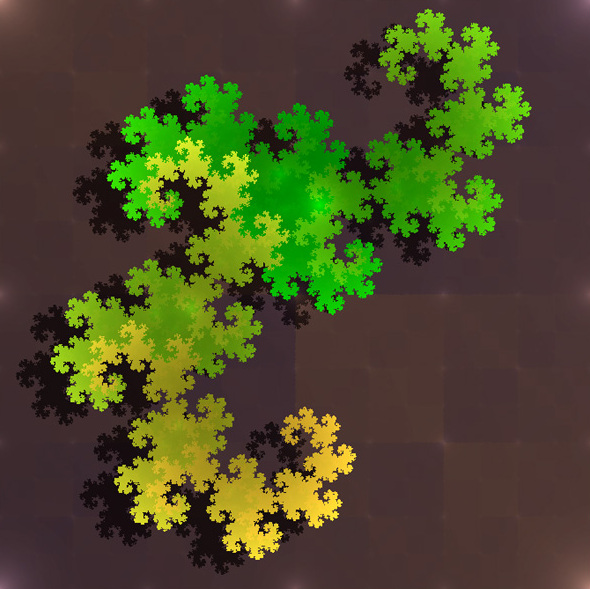
Smok Heighwaya

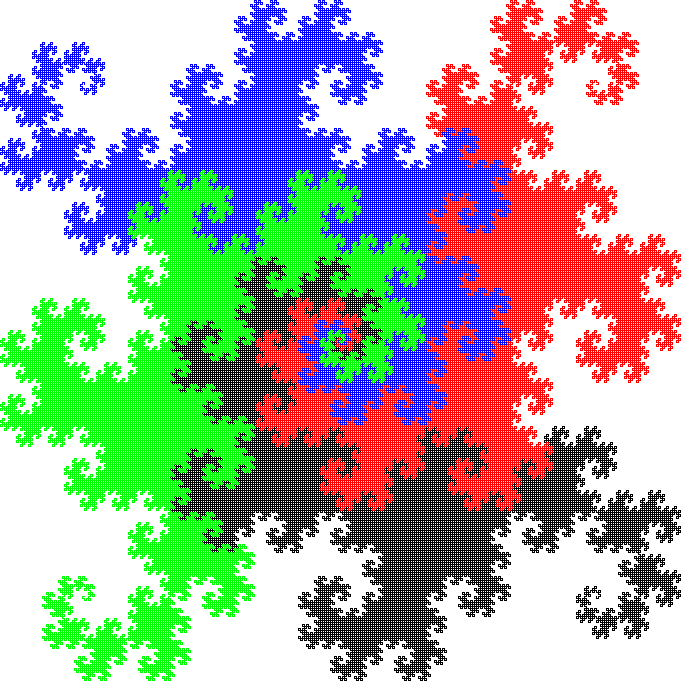
Cztery smoki, wychodzące z jednego punktu, wypełniają płaszczyznę.

Smok Heighwaya, Hartera-Heighwaya (także smok z Parku Jurajskiego) był badany po raz pierwszy przez Johna Heighwaya, Bruce’a Banksa i Williama Hartera z NASA. Fraktal ten został spopularyzowany przez Martina Gardnera w jego dziale Mathematical Games (pol. Gry Matematyczne) w „Scientific American” w roku 1967. Wiele jego własności zostało po raz pierwszy opublikowanych przez Chandlera Davisa oraz Donalda Knutha. Fraktal ten pojawił się w powieści Michaela Crichtona Jurassic Park.
Smok Heighwaya może być zdefiniowany jako atraktor następującego IFS (systemu funkcji zwężających) zapisanego w notacji zespolonej:
{\displaystyle f_{1}(z)={\frac {(1+i)z}{2}},}
{\displaystyle f_{2}(z)=1-{\frac {(1-i)z}{2}}.}
Opisać go można też następująco za pomocą systemu Lindenmayera:
- kąt 90°,
- ciąg początkowy {\displaystyle FX,}
- zasady zastępowania:
  - {\displaystyle X\mapsto X+YF+}
  - {\displaystyle Y\mapsto -FX-Y.}